# Ferrari California
El Ferrari Califòrnia és un automòbil esportiu gran turisme que Ferrari va començar fabricar el 2009. El Califòrnia va ser dissenyat per l'empresa de disseny italiana Pininfarina, té una carrosseria descapotable amb sostre dur retràctil. El Califòrnia va ser presentat per Ferrari al Saló de l'Automòbil de París de 2008. El Ferrari Califòrnia porta un motor V8 davanter de 460 CV, està equipat amb una caixa de canvis automàtica de 7 velocitats amb doble embragatge i porta frens ceràmics fabricats per Brembo. El Califòrnia és capaç d'accelerar de 0 a 100 km/h en un temps de 3,7 segons i la seva velocitat màxima és de 310 km/h (193 mph). Representa una nova quarta gamma de models per a l'empresa. El seu preu s'estima en 160.000 €.
El Califòrnia representa una sèrie de primícies per a Ferrari:
- El primer front amb motor de Ferrari amb un V8.
- La primera a presentar una transmissió de doble embragatge de 7 velocitats.
- La primera amb un sostre plegable de metall.
- La primera amb suspensió del darrere multi-link.
- La primera amb la injecció directa de gasolina.

Segons algunes fonts, originalment va començar com un concepte per a un nou Maserati, però el cost resultant per produir el cotxe necessitava la insígnia de Ferrari per justificar el retorn de la inversió ideal.

## Producció
El Califòrnia serà construït en una nova línia de producció al costat de l'actual fàbrica a Maranello. La línia de producció existent produeix 27 cotxes al dia, 6.000 per any. Ferrari té previst produir 5.000 unitats en els dos primers anys de producció, la qual cosa augmenta la producció de Ferrari en un 50% amb la introducció del model. El model, d'acord amb moltes revistes del motor, es comercialitzara a finals del 2012. El Califòrnia és el primer Ferrari amb un doble caixa de canvis d'embragatge compost de 7 marxes.

## Rendiment
Califòrnia té una velocitat màxima de 310 km/h i pot accelerar de zero a 100 km/h en menys de 4 segons. 285 quilograms més pesat i PS 30 (22 kW 30 CV) menys potent que el Ferrari F430 amb motor central, el del Califòrnia arriba a 60 mph (97 km/h) en el mateix temps que el Ferrari F430, a causa de la transmissió de doble embragatge.

## Fitxa tècnica
| Fitxa tècnica           | California                                    |
| Motor                   | V8 a 90°                                      |
| Cilindrada              | 4.297 cc                                      |
| Alimentació             | injecció directa                              |
| Distribució             | 4 vàlvules per cilindre, Distribució Variable |
| Potència màxima         | 460 CV a 7.750 rpm                            |
| Parell màxim            | 485 Nm a 5.000 rpm                            |
| Transmissió             | automàtica, de set marxes més reversa         |
| Tracció                 | Darrera                                       |
| Acceleració 0-100 km/h  | 3,9 s                                         |
| Velocitat màxima        | 310 km/h                                      |
| Consum mitja (l/100 km) | aut (13,1 l/100 km)                           |
| Emissions de CO2        | aut (299 gr/km)                               |